# Xyphinus
Xyphinus is een geslacht van spinnen uit de  familie van de Oonopidae (dwergcelspinnen).

## Soorten
- Xyphinus abanghamidi Deeleman-Reinhold, 1987
- Xyphinus gibber Deeleman-Reinhold, 1987
- Xyphinus hystrix Simon, 1893
- Xyphinus lemniscatus Deeleman-Reinhold, 1987
- Xyphinus montanus Deeleman-Reinhold, 1987
- Xyphinus xanthus Deeleman-Reinhold, 1987
- Xyphinus xelo Deeleman-Reinhold, 1987